# 栃木市立皆川城東小学校
栃木市立皆川城東小学校（とちぎしりつ みながわじょうとうしょうがっこう）は、栃木県栃木市皆川城内町にある公立小学校。栃木市立皆川中学校との間で、小中一貫教育の研究が平成17年度から続いている。

## 沿革
- 1977年4月1日 - 皆川小学校と泉川小学校との統合により、栃木市立皆川城東小学校として開校。

## 通学区域
旧皆川村域に相当する地区が皆川城東小学校の学区となっている。
栃木市
- 皆川城内町[2]
- 大皆川町
- 新井町
- 泉川町

- 岩出町
- 志鳥町
- 小野口町
- 柏倉町

## 周辺
- 皆川城址
- 栃木市聖地公園
- マイコール本社工場